# Audi R18 E-Tron Quattro RP3
Der Audi R18 E-Tron Quattro RP3 ist ein von Audi entwickelter und gebauter Sportwagen-Prototyp nach LMP1-Reglement. Der Wagen nahm 2013 an der FIA WEC und dem 24-Stunden-Rennen von Le Mans teil.

## Entwicklung
Zur Saison 2013 wurden zahlreiche Modifikationen am Fahrzeug vorgenommen, so verfügt der Wagen nun über doppelte Endplatten am Heck, wie sie auch am Toyota TS030 Hybrid verwendet werden; sie erhöhen den Abtrieb an der Hinterachse. Auch die Front wurde aerodynamisch verändert, statt Schlitze an der Radhausentlüftung gibt es nun rechteckige Löcher. Ferner wurde das Hybridsystem deutlich verbessert; die Rekuperation ist nun um 15 bis 20 Prozent wirkungsvoller, sodass auch nach Kurven mit kurzen Bremsphasen die volle Leistung des Hybridsystems verfügbar ist.

## Fahrerbesetzung
| Startliste                         | Startliste            | Startliste              | Startliste | Startliste     | Startliste      | Startliste      |
| Nr.                                | Team                  | Fahrzeug                | Reifen     | Fahrer         | Fahrer          | Fahrer          |
| ---------------------------------- | --------------------- | ----------------------- | ---------- | -------------- | --------------- | --------------- |
| 12-Stunden-Rennen von Sebring 2013 |                       |                         |            |                |                 |                 |
| 1                                  | Audi Sport Team Joest | Audi R18 e-tron quattro | M          | Marcel Fässler | Benoît Tréluyer | Oliver Jarvis   |
| 2                                  | Audi Sport Team Joest | Audi R18 e-tron quattro | M          | Allan McNish   | Tom Kristensen  | Lucas di Grassi |

| Startliste                              | Startliste            | Startliste              | Startliste | Startliste     | Startliste      | Startliste      |
| Nr.                                     | Team                  | Fahrzeug                | Reifen     | Fahrer         | Fahrer          | Fahrer          |
| --------------------------------------- | --------------------- | ----------------------- | ---------- | -------------- | --------------- | --------------- |
| FIA-Langstrecken-Weltmeisterschaft 2013 |                       |                         |            |                |                 |                 |
| 1                                       | Audi Sport Team Joest | Audi R18 e-tron quattro | M          | André Lotterer | Benoît Tréluyer | Marcel Fässler  |
| 2                                       | Audi Sport Team Joest | Audi R18 e-tron quattro | M          | Tom Kristensen | Allan McNish    | Loïc Duval      |
| 3                                       | Audi Sport Team Joest | Audi R18 e-tron quattro | M          | Marc Gené      | Oliver Jarvis   | Lucas di Grassi |